# Generationenraumschiff
Ein Generationenraumschiff ist ein Konzept für einen interstellaren Raumflug, bei dem die Überbrückung weiter Entfernungen mehrere Generationenabstände der Reisenden dauert. Ein anderer Name für dieses Konzept ist Weltraumarche (als Verweis auf die Arche Noah).

## Ideengeschichte

Bernal-Sphäre
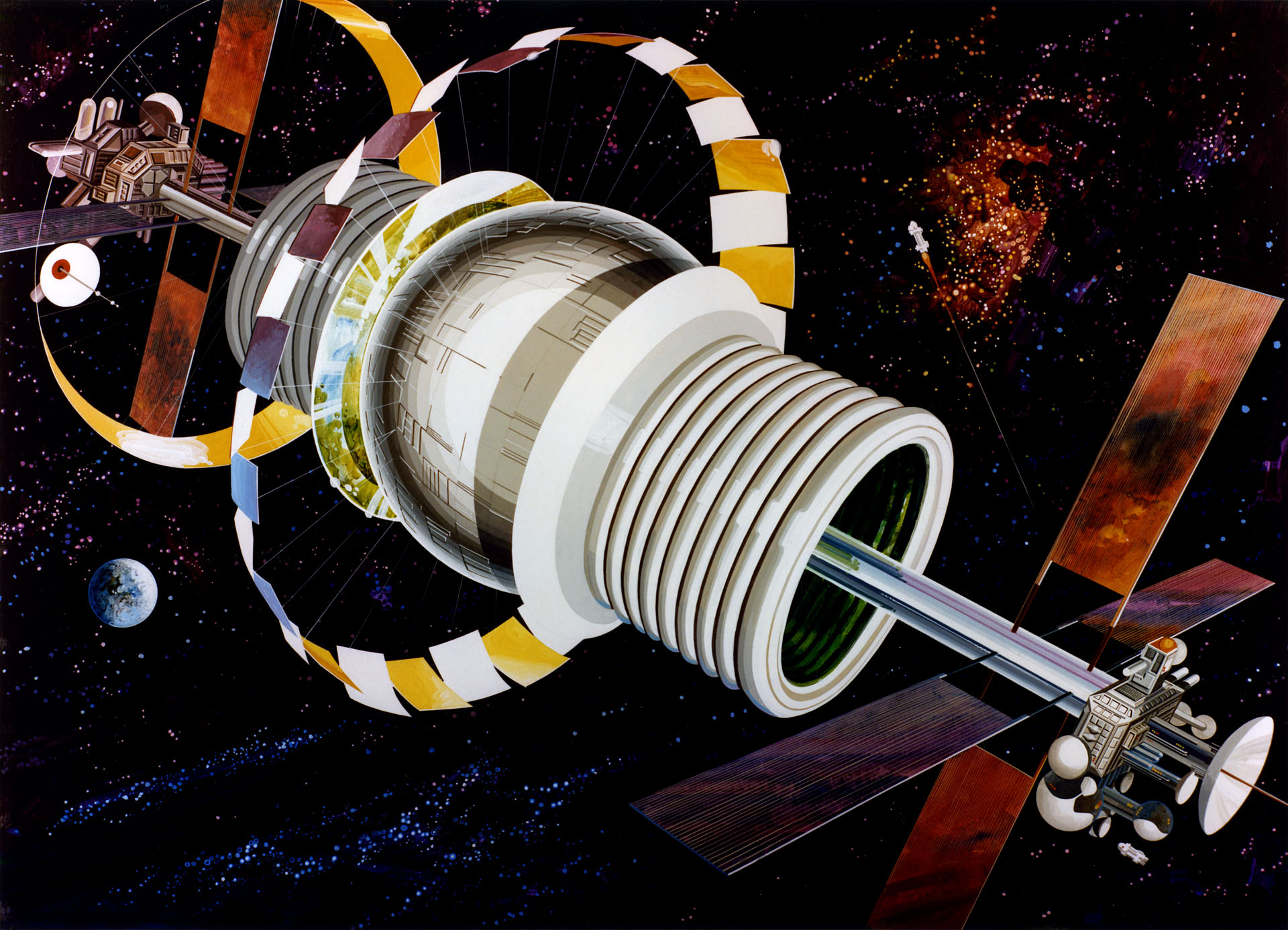
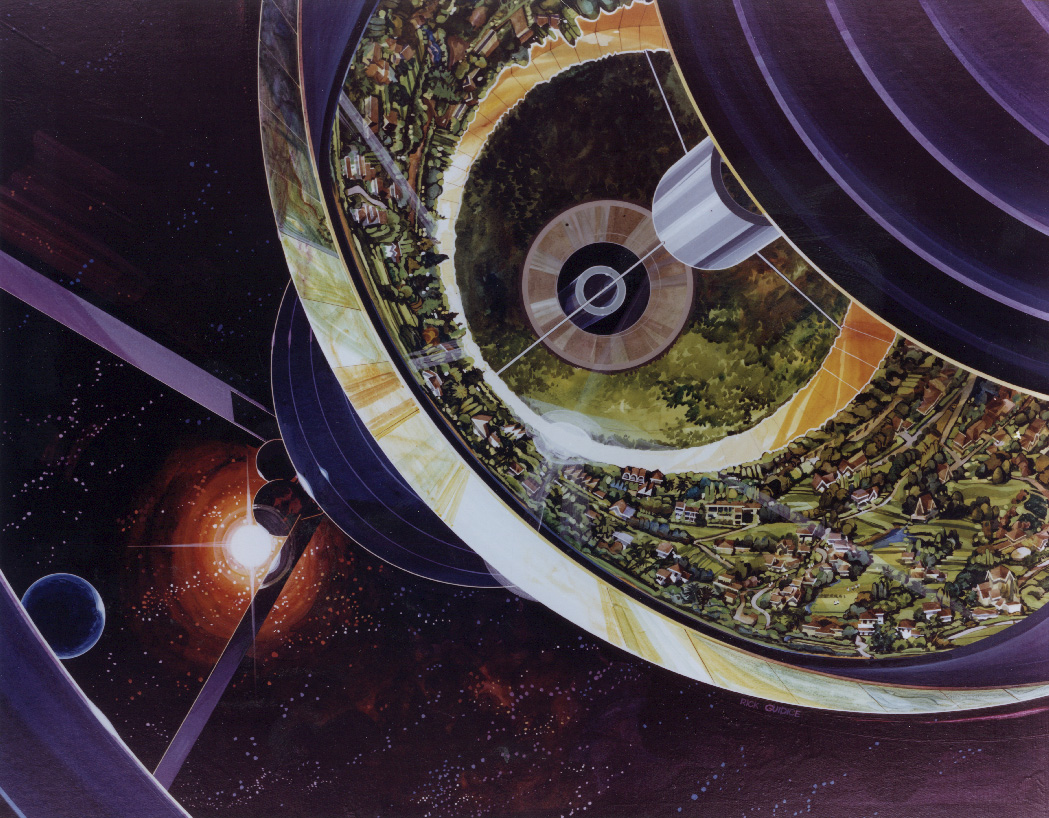

O’Neill-Kolonien
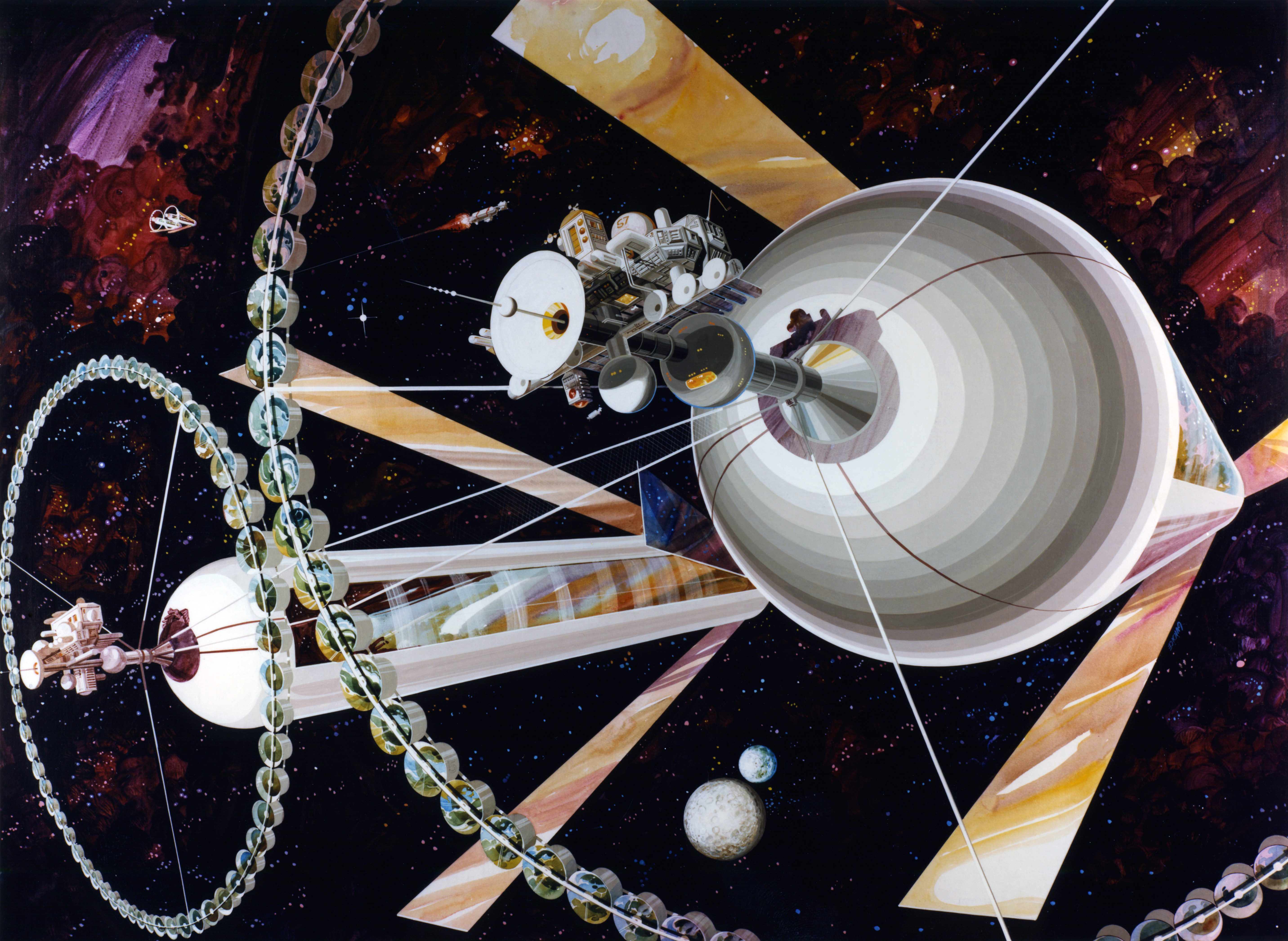
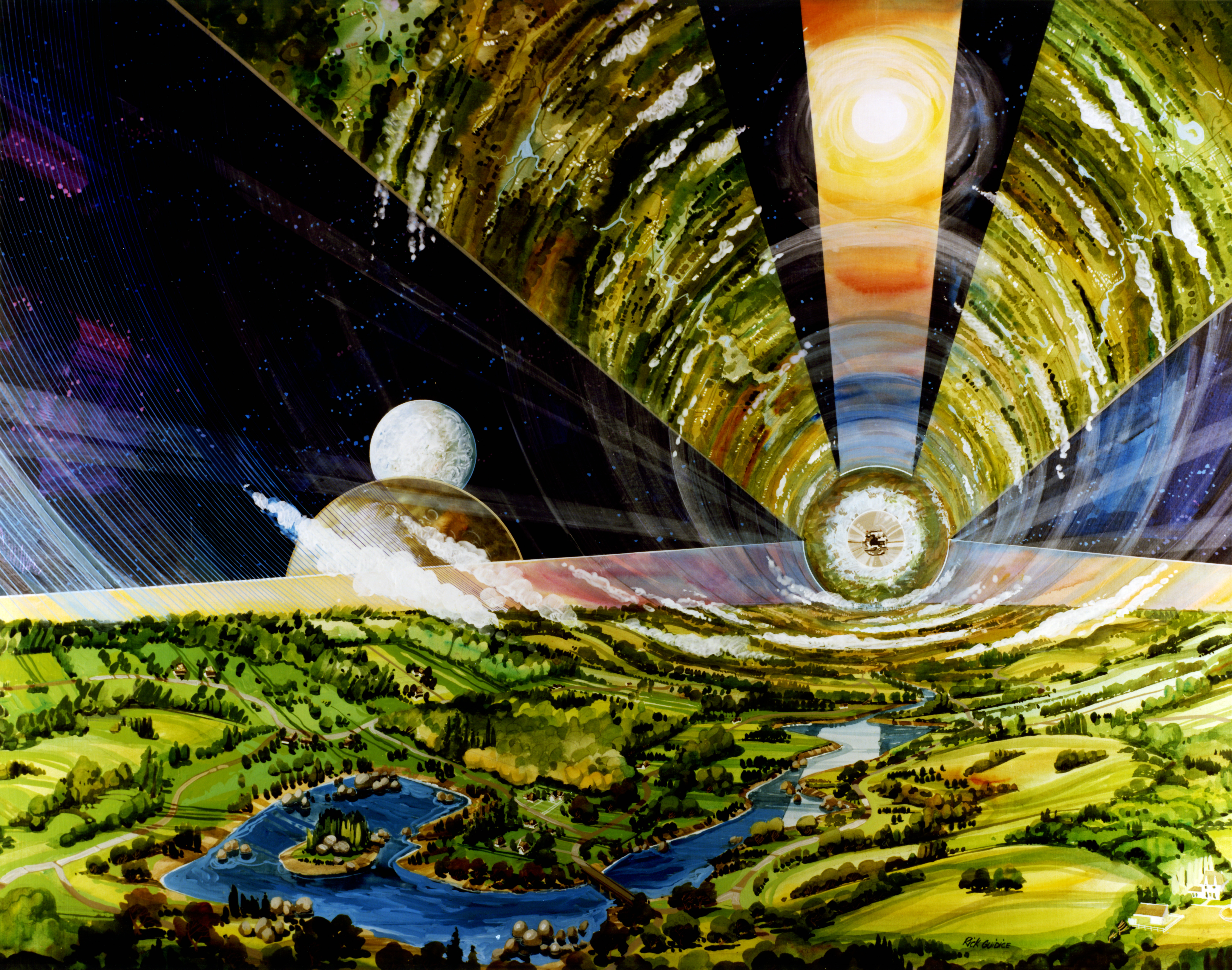

Stanford-Torus
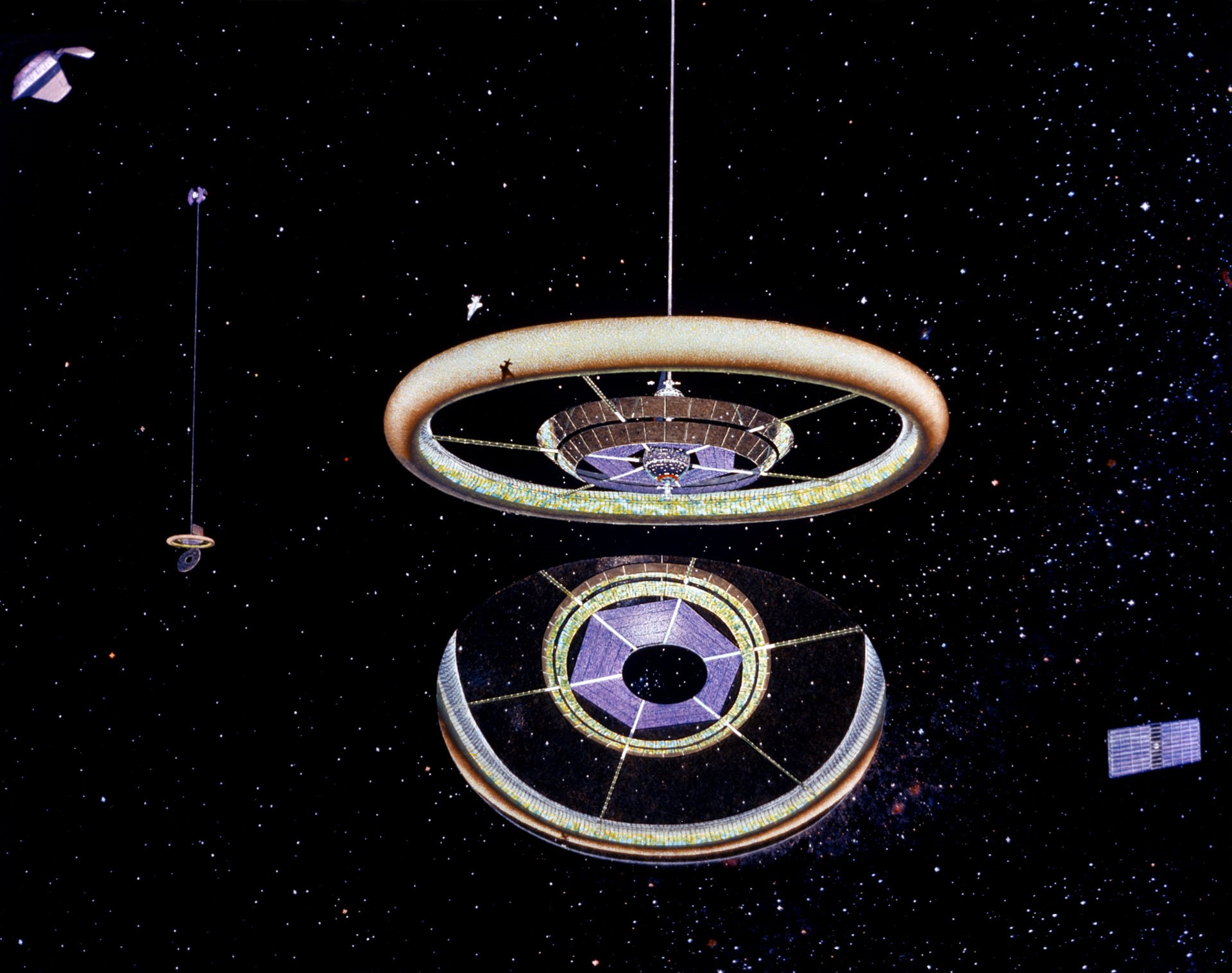
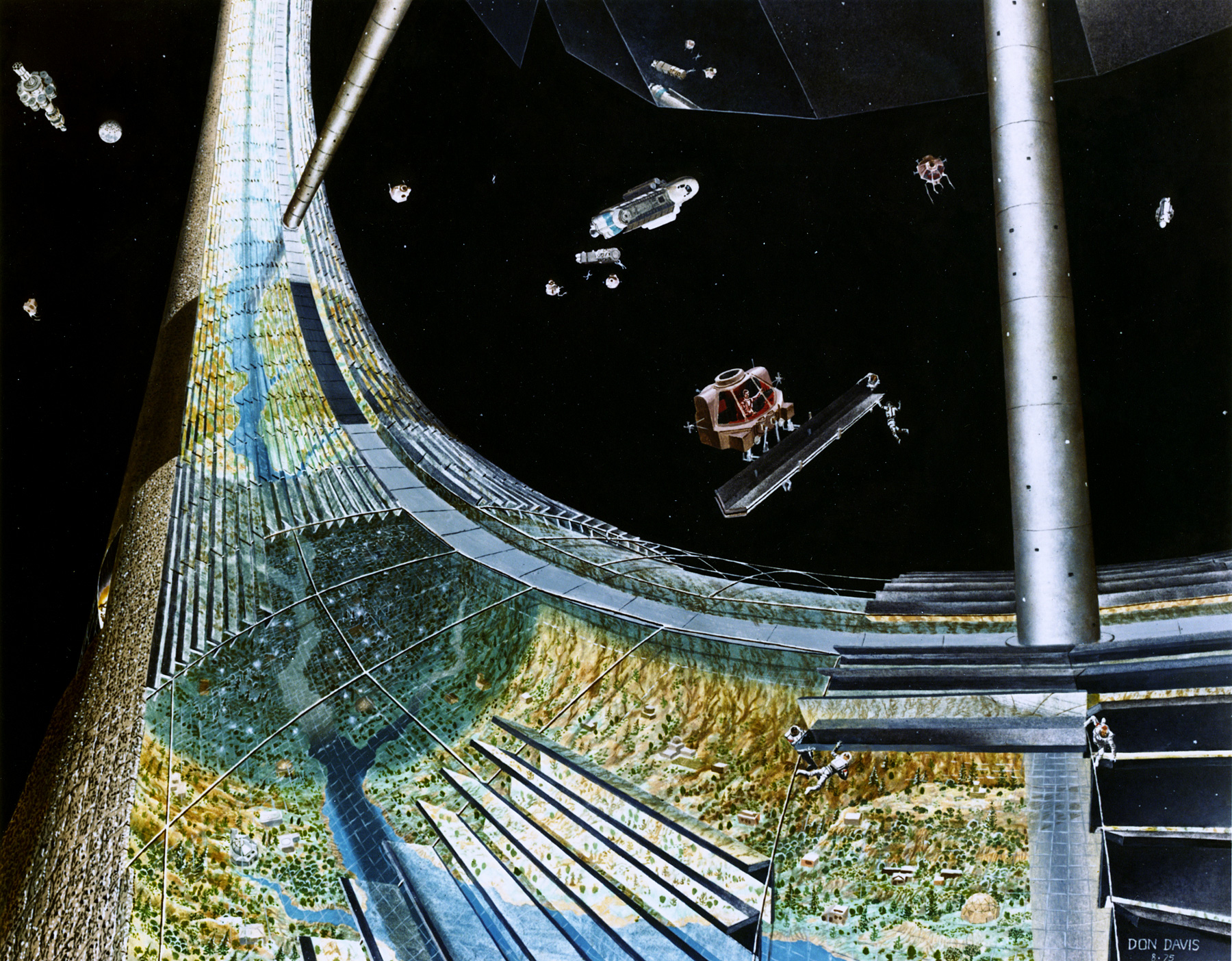

Die Idee des Generationenraumschiffs geht zurück auf Überlegungen des Physikers John Desmond Bernal aus dem Jahr 1929 und wurde seit den 1940er Jahren als wiederkehrendes Motiv in der Science-Fiction-Literatur, speziell der Space Opera, bekannt. In den 1970er Jahren bezog die NASA die Idee in Zukunftsstudien ein. Die großen Entfernungen und langen Reisezeiten des interstellaren Fluges sollen durch ein Raumschiff bewältigt werden, auf dem eine Gruppe von Menschen über mehrere Generationen hinweg leben und sich fortpflanzen kann.
Viele Science-Fiction-Autoren konzentrieren sich auf die Entwicklung der sozialen Verhältnisse an Bord solcher Schiffe über sehr lange Zeiträume hinweg, im Gegensatz zu anderen Typen von Space Operas, die primär als Abenteuerromane ausgelegt sind.
Die Idee der Generationenraumschiffe entstand aus der Problematik, dass ein Raumschiff selbst die nächstgelegenen Sternsysteme mit den gegenwärtigen technischen Gegebenheiten erst nach Jahrhunderten oder Jahrtausenden erreichen kann. Nicht nur Science-Fiction-Autoren, auch Wissenschaftler haben über die Möglichkeit von Generationenraumschiffen spekuliert. So wurde vorgeschlagen, die von dem US-amerikanischen Physiker John Desmond Bernal bereits 1929 entworfene Bernal-Sphäre auch für interstellare Raumflüge zu benutzen. 1952 schlug der Physiker L. R. Shepherd vor, einen Asteroiden auszuhöhlen und mit einem Atomantrieb ausgerüstet als Weltraumarche zu verwenden, während andere Vorschläge Varianten der O’Neill-Zylinder beschreiben.
Um hypothetische, besiedlungsreife, ferne Planeten zu bevölkern, bedarf es einer gut ausgebildeten, gemischten Siedlergruppe. Häufig wird von einer Bevölkerung von über 98 Personen gesprochen, um eine genetische Verarmung (Inzucht beim Menschen) zu vermeiden.
Es gibt viele Probleme, wenn man an die Umsetzung von Generationenraumschiffen denkt. So müssen künstliche Schwerkraft, Energie, Treibstoff und Nahrungsmittel über mehrere Jahrhunderte regenerativ beschafft werden können. Das gesamte System muss zudem über einen langen Zeitraum funktionsfähig bleiben oder alternativ von der Besatzung in regelmäßigen Abständen instand gehalten werden. Weitere Probleme liegen in der Psychologie des Menschen.
Niemand kann voraussehen, wie sich eine solche Zivilisation sozial entwickelt und inwieweit es zu Störungen kommen kann. Auch die Frage der Motivation zu einer solchen Reise ist zu hinterfragen. Sollte die Erde unbewohnbar werden, läge der Mars als Fluchtpunkt einiger weniger Auserwählter näher. Eine Reise mit einem Generationenraumschiff ist somit eher als Freiwilligenprojekt von Idealisten denkbar.

## In Literatur und Medien
Der kanadische SF-Autor Laurence Manning hat 1934 in seiner Erzählung The Living Galaxy das Thema wohl als erster aufgegriffen. Erstmals große Bekanntheit erlangte das Motiv des Generationenschiffs in den beiden 1941 erschienenen Kurzgeschichten Universe und Common Sense von Robert A. Heinlein, die er 1963 zu dem Roman Die lange Reise (englisch Orphans of the Sky) zusammenfasste. Heinlein schildert darin das Leben an Bord eines solchen Generationenschiffs, das seit einer gescheiterten Meuterei steuerlos durchs Weltall treibt. Die Nachfahren der ursprünglichen Besatzung leben nur noch in einem kleinen bewohnbaren Bereich des Schiffs, das sie für das gesamte Universum halten.
Dieses Konzept, in dem die Besatzung des Generationsraumschiffes vergessen hat, dass die Besiedlung eines Planeten das Ziel der Reise ist, und das Raumschiff selbst für die Welt hält, wird auch von vielen anderen Autoren aufgegriffen. Beispiele dafür sind die 1957 von Wolfgang Jeschke geschriebene Erzählung Welt ohne Horizont und der Roman Die unendliche Reise von Brian Wilson Aldiss aus dem Jahr 1958. In der Star-Trek-Folge For the World Is Hollow And I Have Touched The Sky (1968, dt. Der verirrte Planet) und der kurzlebigen TV-Serie The Starlost (1973) bereitete man das Thema auch für das Fernsehen auf. In dem Animationsfilm Wall-e (2008) spielt die Handlung teilweise in einem Generationenraumschiff. In der The Orville-Folge If the Stars Should Appear (2017, dt. Verschollen im Weltraum) wird das Thema von Heinleins Die lange Reise erneut aufgegriffen. Der Film Voyagers (2021) handelt ebenfalls von einem Generationenraumschiff und auftauchenden Konflikten auf diesem.

## Projekt Hyperion

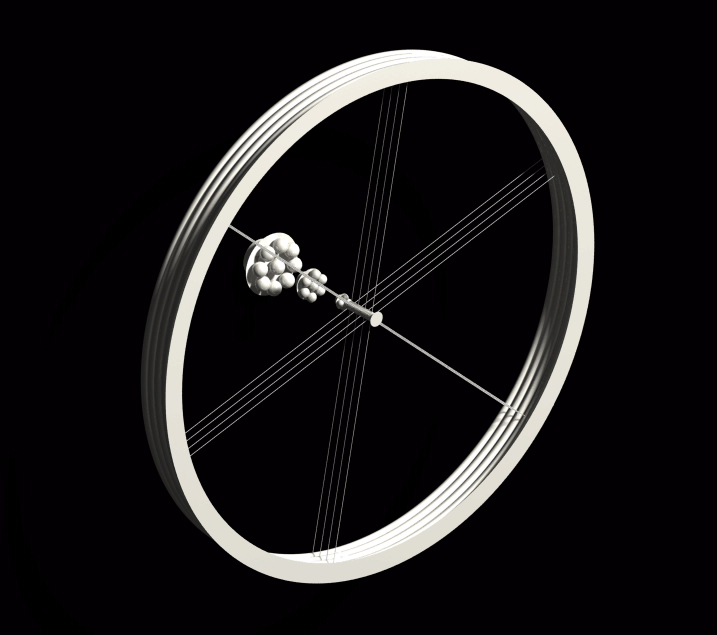
Stanford Torus-basiertes Generationenschiff, vorgeschlagen vom Projekt Hyperion

Projekt Hyperion, im Dezember 2011 von Andreas M. Hein initiiert, ist ein Forschungsprojekt, das sich mit der Entwicklung integrierter Konzepte für ein Generationenraumschiff befasst. Ziel der Studie ist es, die Machbarkeit bemannter interstellarer Raumflüge unter Einsatz aktueller und zukünftiger Technologien zu bewerten. Darüber hinaus soll die Studie zukünftige Forschungs- und Technologieentwicklungspläne unterstützen und die Öffentlichkeit über bemannte interstellare Reisen informieren. Bemerkenswerte Ergebnisse des Projekts umfassen eine Bewertung von Systemarchitekturen für Weltraumschiffe sowie die Bestimmung einer geeigneten Bevölkerungsgröße. Das Projekt wurde zudem in der TV-Serie Rendezvous with the Future (BBC/Bilibili), populärwissenschaftlichen Büchern und in der Kunst präsentiert. Ein interdisziplinärer Designwettbewerb wurde im Jahr 2024 ins Leben gerufen.

## Sekundärliteratur
- Hartmut Kasper: Das Generationenraumschiff in der Science Fiction. Von der Arche Noah zu den Sternenarchen. In: Frank Borsch: Die Sternenarche. Roman. Mit einem Anhang von Hartmut Kasper. Heyne, München 2004, ISBN 3-453-53003-9, S. 298–318 (Perry Rhodan – Lemuria 1).
- Generationenraumschiffe des Perryversums: Übersicht der in der Science Fiction Romanheftserie Perry Rhodan vorkommenden Generationenraumschiffe und deren Daten. Quelle: Perrypedia.